# Bankhaus Kapuzinergraben

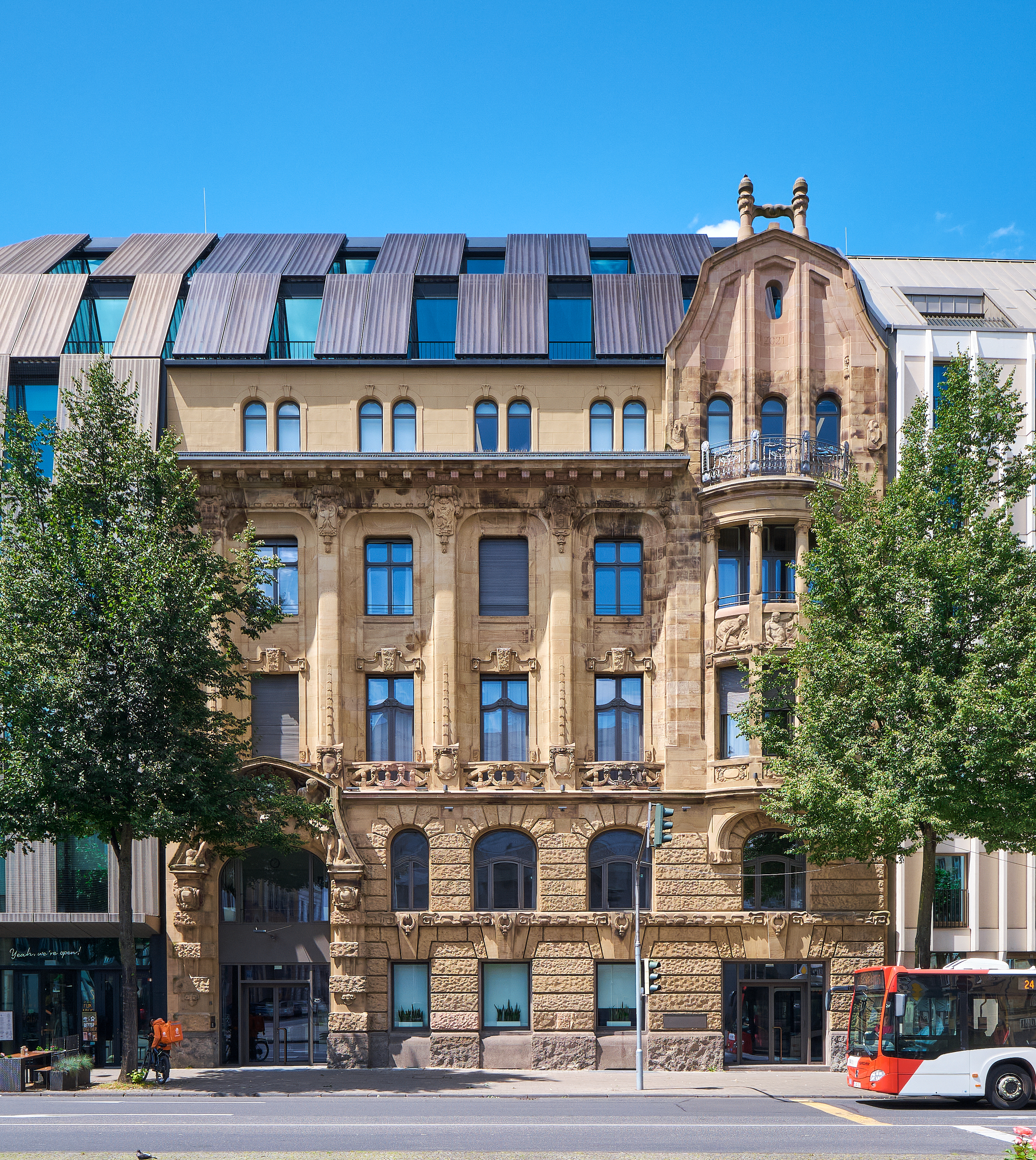
Das ehemalige Bankhaus am Kapuzinergraben (2024)

Das Bankhaus Kapuzinergraben ist ein 1910 erbautes Gebäude in der Aachener Innenstadt und war ursprünglich Sitz der Rheinisch-Westfälischen Disconto-Gesellschaft AG. Die Rheinisch-Westfälische Disconto-Gesellschaft AG wurde 1905 aus der Aachener Diskontogesellschaft gegründet, die ihrerseits im Dezember 1872 aus dem privaten Bankhaus Scheibler & Charlier hervorging. Leopold Scheibler war aufgrund eines florierenden Speditionsgeschäftes, das Tuche und Wollwaren aus Monschau in die Verarbeitungszentren Aachen und Köln transportierte, zu Wohlstand gelangt. Die Familie Charlier in Roetgen besaß seit dem 18. Jahrhundert eine der größten Mühlen im Monschauer Land.
Das Gebäude befindet sich gegenüber dem Theater Aachen an der Adresse Kapuzinergraben 12–14.

## Geschichte
Das Bankhaus war ursprünglich Sitz der Rheinisch-Westfälischen Disconto-Gesellschaft AG, später einer Filiale der Dresdner Bank und (aufgrund der Fusion der Dresdner Bank mit der Commerzbank) von 2010 bis zum 11. November 2011 einer Filiale der Commerzbank.
Das Dachgeschoss in Mezzanin-Stil und mit Zwillingsfenstern wurde nach dem Zweiten Weltkrieg vereinfacht instand gesetzt. Der Schweifgiebel über der rechten Achse mit zeittypischer Bekrönung und die ursprüngliche Dachform entfielen. Die Wiederherstellung der kriegsbeschädigten Häuser Kapuzinergraben 12–14 und Elisabethstraße 13–15 betreute der Architekt Hans Königs im Auftrage des Kriegsschädenamtes der Stadt Aachen.
Zwischen 2015 und 2018 wurden die umliegenden Gebäude zwischen Kapuzinergraben und Elisabethstraße, darunter das Elysee-Kino, abgerissen. Auf dieser Fläche entstand 2020 ein Standort vom Motel One sowie neue Büroflächen und Studentenappartements. Das seit 2011 leerstehende Bankhaus wurde in diesen Gebäudekomplex integriert.

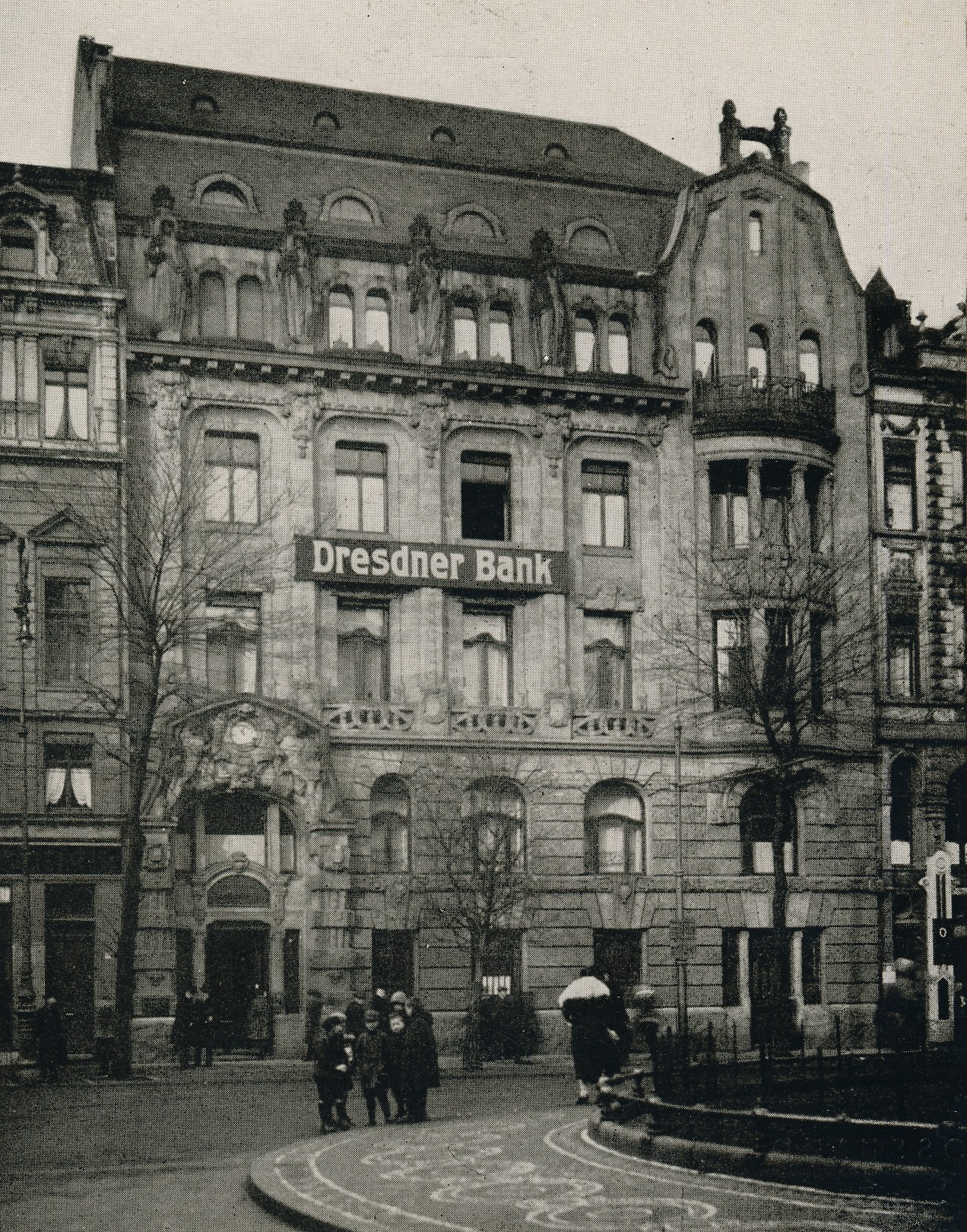
1925
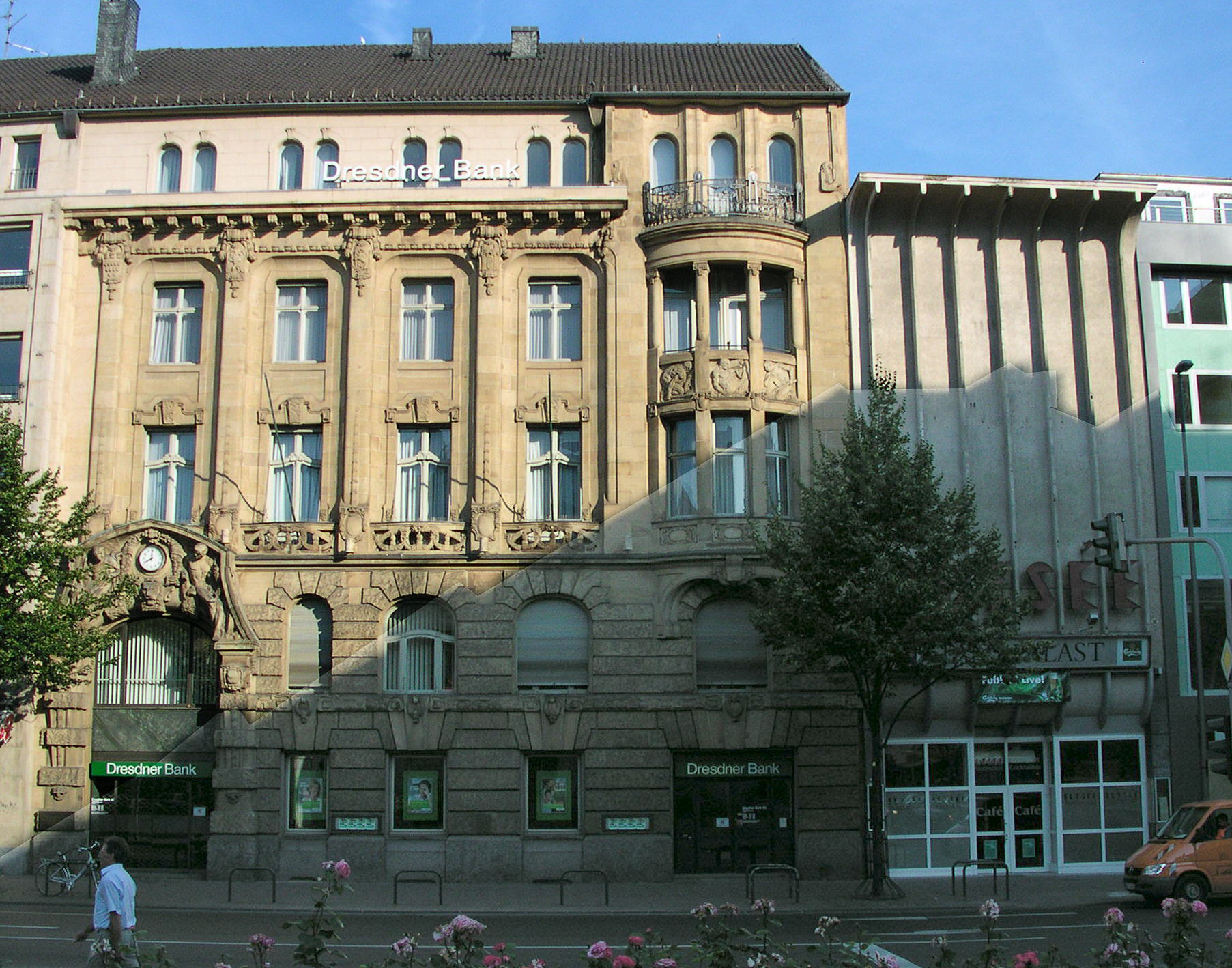
2006
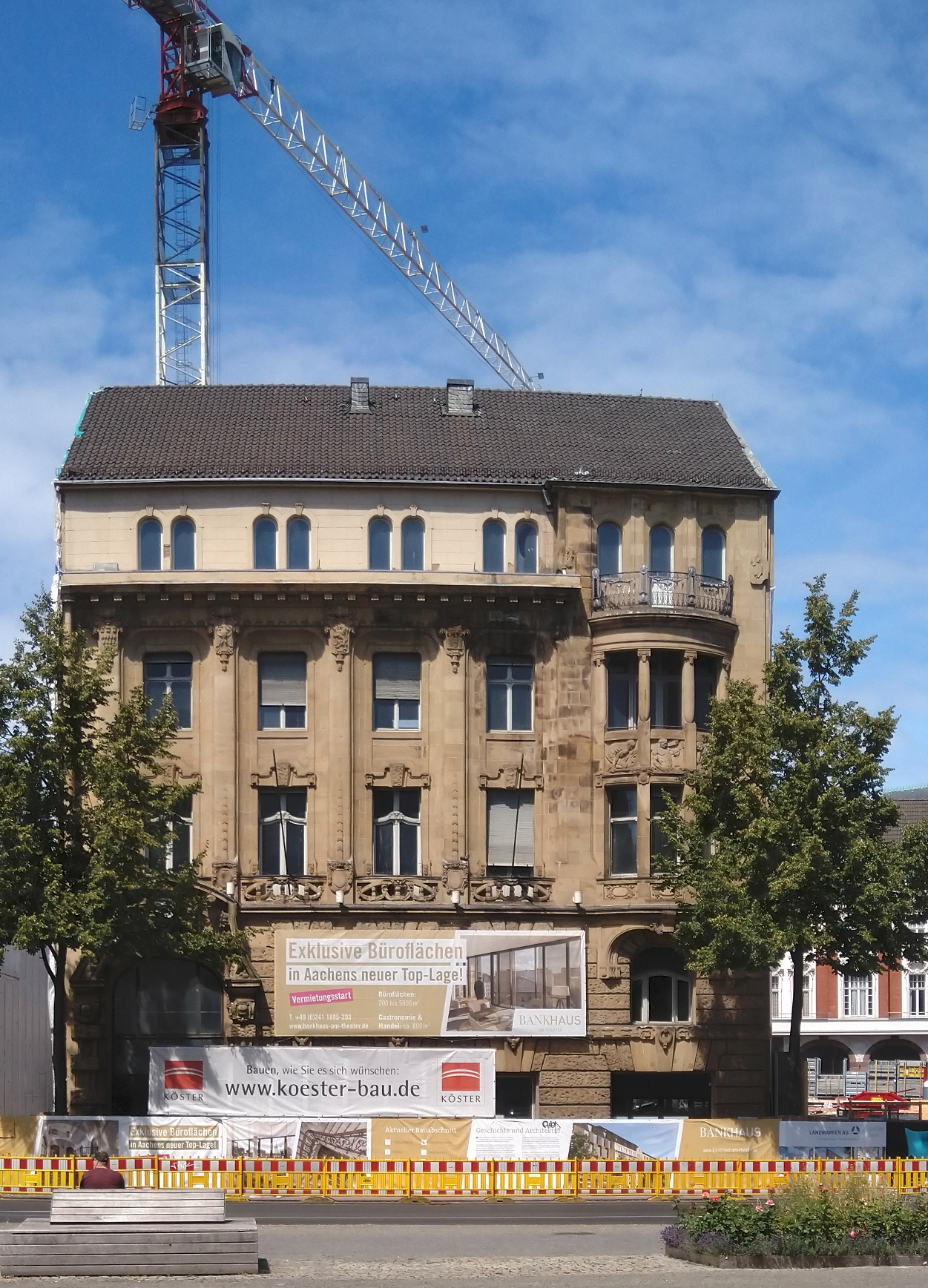
2019
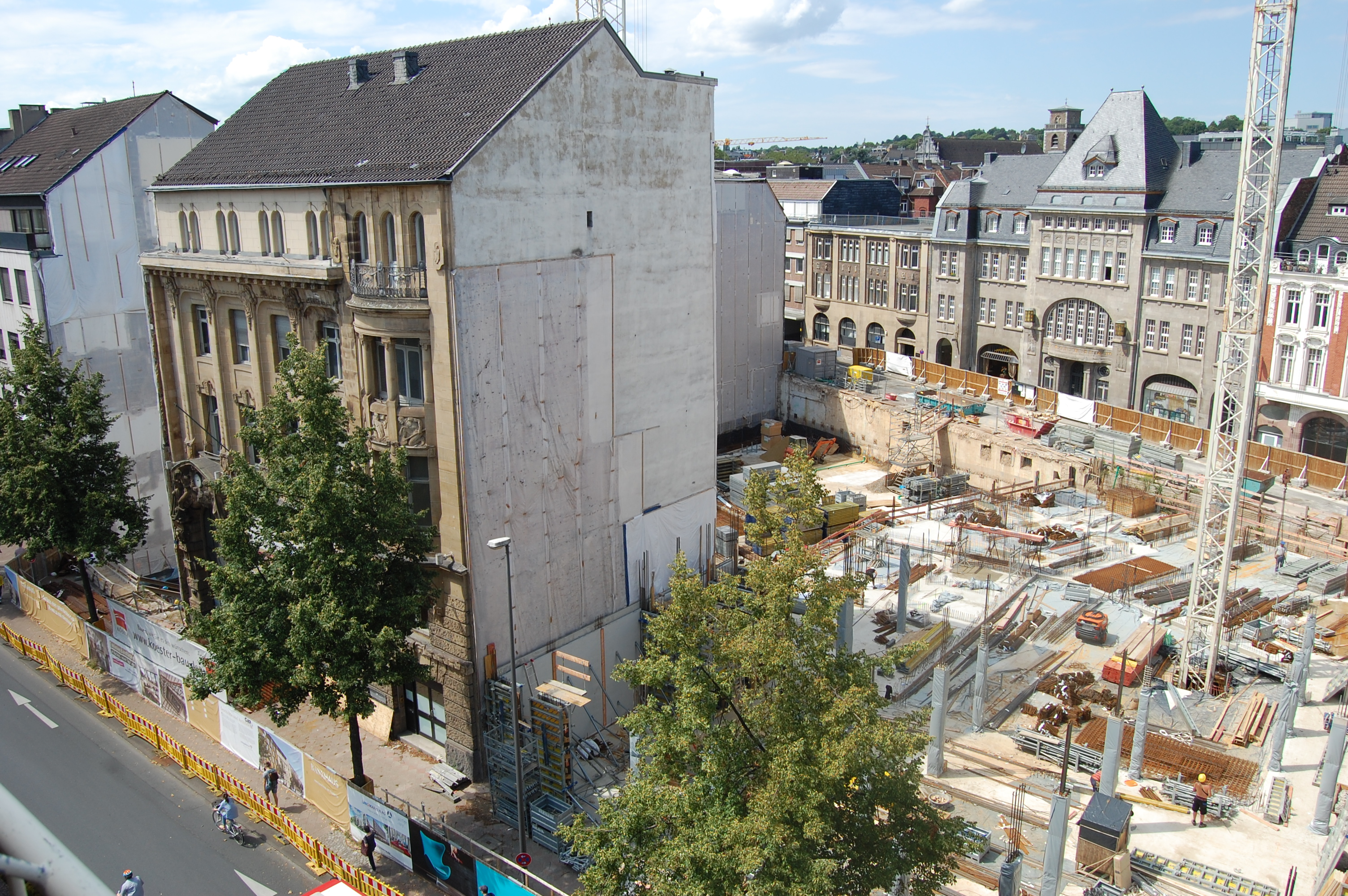
2019

## Baubeschreibung
Die historistische Fassade vereint in einem Mischstil Elemente des  Neobarock mit Formen des Jugendstils. Das Parterre und erste Obergeschoss der Fassade sind als Rustika, also grob bearbeiteten großen Werksteinen ausgeführt. Das zweite und dritte Obergeschoss werden durch geschossübergreifende Pilaster in einer Einheit gegliedert.
Die vier überlebensgroßen weiblichen Skulpturen zwischen den Zwillingsfenstern des vierten Geschosses leiteten zum Dachbereich über. Sie waren vermutlich durch Jugendstilelemente verziert ebenso wie das auslaufende Schmuckband des Giebels.
Der Architekt Georg Frentzen hat sich Eduard Linses Villa Cassalette sowie bei der Einfassung des Giebelreliefs das Bankhaus Suermondt zum Vorbild genommen. Die rechte Fensterachse ist im zweiten und dritten Obergeschoss als Erker ausgeformt. Dieser ist im zweiten Obergeschoss durch Fenster geschlossen, im dritten Obergeschoss hingegen als Loggia ausgeführt. Die Brüstungszonen des Erkers zeigen Flachreliefs, die männliche Halbfiguren bei verschiedenen handwerklichen Tätigkeiten darstellen. Der Erker geht in der vierten Etage in einen schmiedeeisern geschmückten Balkon über.

### Portal

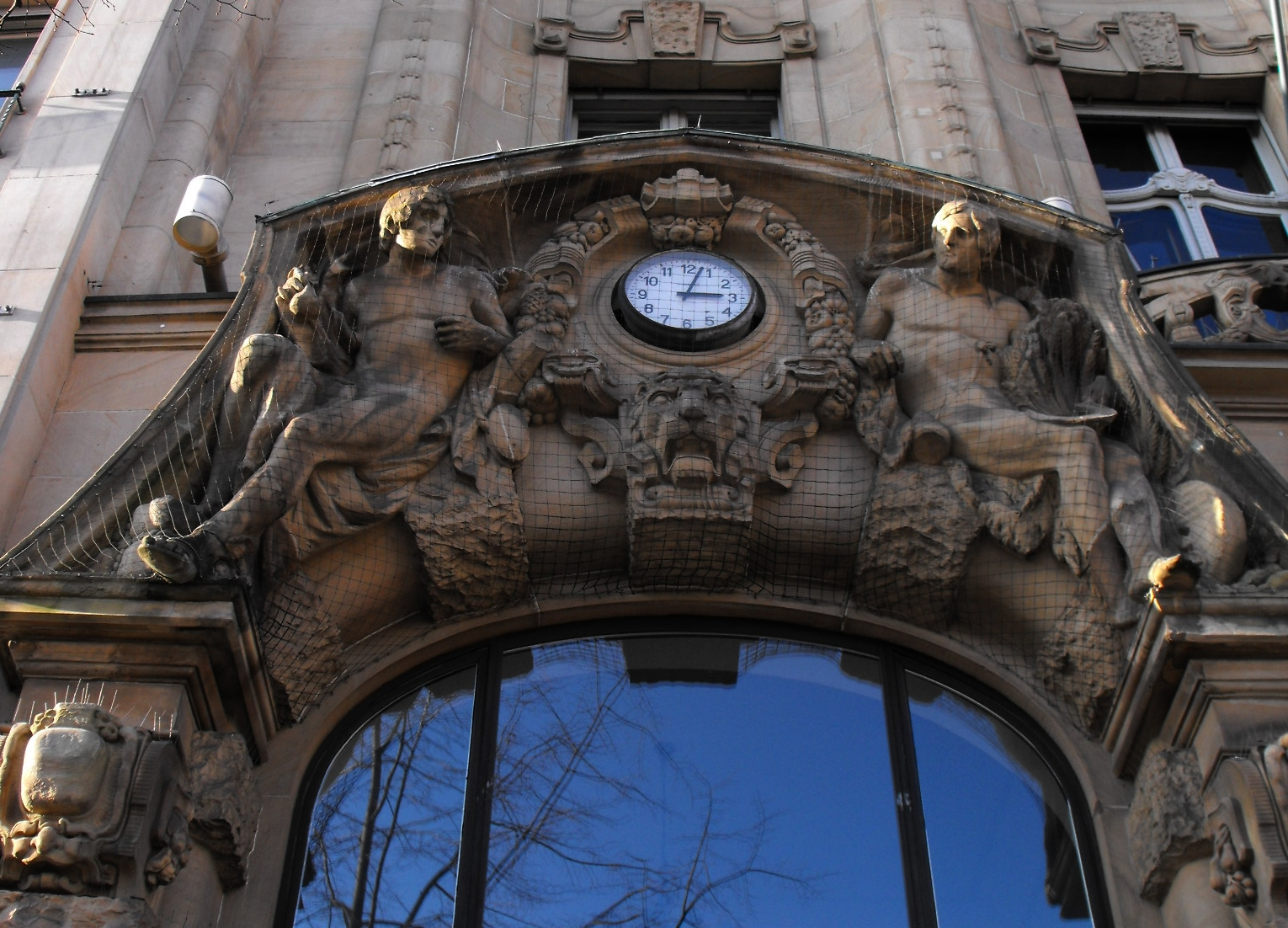
Hauptportal des Bankhauses

Das Haus verfügt neben einem kleineren Eingang in der rechten Fensterachse über ein monumentales Portal an der linken Frontseite. Das Portal reicht mit dem Giebelschmuck bis in die Brüstungszone des zweiten Obergeschosses, der Bel Etage. Fackelförmig angeordnete Reliefstäbe flankieren den mit Portalschmuckformen gestalteten Haupteingang. Der dreiseitig ausgearbeitete kapitellförmige Abschluss dieser Stäbe ruht auf einem Löwenkopf. Das Seitendekor bildet ein mit einer Mäanderschleife verzierter Fruchtzweig. Den Giebelschmuck bilden zwei überlebensgroße Atlanten, welche den Rahmen des Supraporte-Reliefs optisch stützen. Sie flankieren innerhalb der Supraporte  die sich im Zentrum mit Fruchtgehängen befindende, dekorierte Uhr. Unterhalb der Uhr schmückt ein Löwenkopf den Schlussstein des Türbogens. Der linke Atlas hat als Attribute links neben sich einen schweren Holzbalken mit Winde bestehend aus der Scheibe und dem Seil, ein großes Kontorbuch unter seinem rechten Arm und einen Geldbeutel in seiner Rechten. Der rechte Atlas ist von Ähren umgeben. Links neben sich hat er einen Mühlstein, in seiner Linken hält er eine Sichel. Beide Atlanten sind von reichem Stoffwerk umgeben.
Die Attribute der beiden Figuren stellen eine Reminiszenz an die Gründer des ursprünglichen Bankhauses Leopold Scheibler und  Friedrich Charlier dar.

### Zweites Obergeschoss
Die Fenster des zweiten Obergeschosses sind als Fenstertüren mit vorgelagerter mit durchbrochenen Ornamenten versehener Brüstung ausgeführt, also als sogenannter französischer Balkon. An der Fensterachse des Portals fehlt diese Brüstung, da hier die Portalgiebel bis in die Höhe der Brüstung durchreicht. Zudem betont eine Fensterbekrönung dieses Geschoss, der obere Fensterabschluss zum Oberlicht hin ist bogenförmig mit einem Muscheldekor gestaltet. Dagegen ist die fünfte, rechte Fensterachse mit dem Erker schlicht gehalten. In der dritten Etage verhält es sich umgekehrt.

### Wappen
Der Außenwölbung des Erkers entspricht die Innenwölbung der übrigen vier Fensterachsen. Den oberen Abschluss der dritten Etage bilden fünf Wappengehänge, die zwischen den Fenstern vom Zahngesims herabfließen und gleichsam als Pilaster-Kapitelle fungieren. Von links nach rechts sind folgende Wappen dargestellt:
Das linke Wappen besteht aus drei Kronen im oberen Schildfeld und den Zeichen für Hermelin im unteren. Es folgt der normale Wappenadler, als Nächstes ein im linken Profil springender Löwe mit einem langen Anker. Das vierte wird gehalten. An jeder Seite sind drei Krallen zu erkennen. Das Bild bildet ein zweitürmiger Burgeingang mit Fallgitter. Das Wappen schmückt eine gezaddelte Helmdecke. Von dem fünften sind nur noch Bruchstücke des Ornaments erhalten.

### Veränderungen
Das Gebäude ist in vielen Einzelheiten verändert, speziell innerhalb der großen Portalöffnung, an der Fassade des vierten Obergeschosses und an dem Ziergiebel. Die Ornamente des stilisierten Mäanders auf dem Gesims über dem Parterre verdeutlichen, dass die Vorgaben übernommen wurden. Vier Kränze schmücken die Schlusssteine der Fensterstürze, die das Gesimsband unterbrechen.

### Innenraum
Die Glasmalereien und die Treppe der Inneneinrichtung von 1910 sind noch vorhanden. Über dem Haupteingang zeigt die Glasmalerei eine ruhende Gestalt mit einem behuften Fuß und langem Schwanz vor einer Landschaft mit Wasser, vermutlich den Teufel vor den Aachener Thermalquellen. In Höhe der zweiten Etage befinden sich drei Fenster zur Halle in opakem Weißglas mit den Monogrammen und Daten 1872–DCA-1902, 1902–DCR-1905 und 1905–DCMR-1917.

### Denkmälerverzeichnis
Im Denkmälerverzeichnis des Landeskonservators Rheinland ist das Haus 1977 beschrieben als „heute 5geschossiges Bankgebäude in 5 (geplant ursprünglich in 9) Achsen; Werksteinfassade mit neubarocken Schmuckformen; oberstes Stockwerk nach 1945 stark verändert.“